# 青出於藍 (電視劇)
《青出於藍》（英語：Shine On You），香港電視廣播有限公司拍攝製作的時裝校園電視劇，於2003年以單機拍攝，2004年9月13日至10月22日期間首播，全劇共30集，由歐陽震華、陶大宇及郭可盈領銜主演，並由秦沛、楊思琦、趙頌茹、周永恆、嘉碧儀及程可為聯合主演，監製為梅小青。主題曲《開學禮》，由李克勤主唱；片尾曲《負負得正》，由趙頌茹主唱。

## 演員表

### 三水漁農業職工會尹兩燦慈善基金尹丁寶瑞紀念中學（WDPS）
成立日期為1973年9月1日

#### 管理層 (教職員)
| 演員     | 角色     | 職位/關係 |
| 張英才   | 創校校長 | 創校校長兼首任校長／校董會成員 於第1集因應心臟病發而需向校董會自行申請提早決定退休校長一職 沈浩浩之上司 |
| 歐陽震華 | 賈濟材   | 賈生、賈校長、材哥(尹國盛專稱) 第二任校長, 從未於該校任教 1989年加入尹氏 前尹氏集團精算師兼會計師 賈華標之侄兒 尹國榮之下屬 曾政良之鄰居兼情敵，並針對其，後和好並成為好友 曾追求王若詩 歐陽山之救命恩人 尹國盛之上司兼好友，後反目 於第1集被尹國榮委派為校長，協助學校轉虧為盈，並提升教学水平 於第20集被長裕泰集團邀請過檔 於第22集決定留任並由財務總監助理升職為財務總監 於第30集因為學校轉為直資而作準備離職進修管理學校課程為期兩年，期間由文美鳳接任校長一職。 名字諧音：假制裁 |
| 程可為   | 文美鳳   | 靚雞、文副校長 副校長→第二任校長（暫任） 筆名：紫雲 歷史科老師，有三十年教學經驗，學 於1973-1978年間於其他學校任教1978年起任教該校26年 著作：青少年奇特的煩惱、遺落在淺水灣的紅櫻桃、色士風旁的野草莓 賈華標之小三至中三舊同學 與賈華標鬥氣，後對其有好感 第25集辭職，向寫作方面發展 於第30集因賈濟材離職進修管理學校課程而接任校長一職 中七A班班主任 劇中生日為1947年12月24日 |
| 陶大宇   | 曾政良   | 曾Sir 數學科老師／籃球隊教練, 1998年起任教該校6年 與王若詩同為中四A班班主任，後為中五B班班主任 方志強、曾寶燕之侄兒 林穎恩之男友，因為自己放棄與其到英國，而和其和平分手 王若詩之男友，因2000年其捐骨髓卻臨陣退縮，而導致歐陽德廣的死，曾一度被其憎恨及與其分手，最後復合 2000年8月1日因捐骨髓臨陣退縮而令歐陽德廣失救而死 於第23集透露怕血 於第30集陪同王若詩離港進修 劇中生日為1965年6月4日                                                                                           |
| 郭可盈   | 王若詩   | Miss Wong 中文科老師, 2003年起任教該校1年 與曾政良同為中四A班班主任，後為中五A班班主任 歐陽德廣之遺孀 歐陽山之繼母 馬少枝之媳婦 曾政良之女友，因多年前其捐骨髓卻臨陣退縮，而導致歐陽德廣的死，曾一度憎恨其及與其分手，最後復合 曾被賈濟材追求及求婚 於第30集決定離港進修 劇中生日為1975年1月10日 姓名谐音：黄药师 |
| 楊思琦   | 林穎恩   | 阿Wing 英文科代課老師 曾政良之女友，因為其放棄與自己到英國，而和他和平分手 於第12集到英國修讀教育課程 |
| 嘉碧儀   | 沈浩浩   | 阿沈 書記 曾對賈濟材有好感 秦劍豪之女友 張校長之秘書 |
| 甄志強   | 伍育德   | 伍Sir 體育科老師 鍾翠珊之夫 曾追求王若詩，但失敗 中六D班班主任 |
| 趙靜儀   | 鍾翠珊   | 中史科老師 伍育德之妻 中六E班班主任 |
| 張松枝   | 秦劍豪   | 電腦科老師 Sally之前男友 沈浩浩之男友 中六C班班主任 劇中生日為1970年 |
| 麥嘉倫   | 張福慶   | 殺人王（即 killer，以使學生測驗不合格為榮） 經濟科老師 中六F班班主任 |
| 陳安瑩   | 陳頌玲   | 生物科老師 中六A班班主任 |
| 祝文君   | 關惠兒   | 英文科老師, 1999年起任教該校5年 因於上課時作動，第4至12集間其職由林穎恩暫代 中六C班班主任 劇中生日為1973年8月24日 |
| 羅浩楷   | 朱炳洪   | 化學科老師, 1975年-2004年間任教該校29年 尹國榮之表弟 第21集因詐病到補習社兼職而被賈濟材開除 第24集被被尹國榮調往三水做雜工 中七B班班主任（第一任） 劇中生日為1953年12月24日 |
| 朱健鈞   | 郭志勤   | 原為警察 生物科老師, 2004年入職接替因未经学校允许私自赚取外快而被辞退的朱炳洪 中七B班班主任（第二任） 劇中生日為1973年 |
| 甘子正   | 周宗齊   | 老師 第3集因與羅翠貞發生師生戀而辭職 |

#### 學生
| 演員   | 角色   | 關係 |
| 趙頌茹 | 徐皓月 | 阿索、阿月 中四A班班長 曾單戀曾政良，對歐陽山有好感 錦繡中華國學常識問答比賽參賽者之一 朗誦比賽成員（因胃痛退賽） 啦啦隊成員之一 馮恩東之暗戀對象，後為劉國華之女友 會考中文A 劇中生日為1988年7月6日                                                          |
| 周永恆 | 歐陽山 | 野山 錦繡中華國學常識問答比賽參賽者之一（因馬少枝中風進醫院退賽） 籃球隊成員 會考數學A 參見歐陽家 |
| 梁競徽 | 鮑旭明 | 瞓包 中五A班班長 馮恩東之好友 籃球隊成員 |
| 鄭俊弘 | 馮恩東 | 陰公 暗戀徐皓月 鮑旭明之好友 彭婷婷之暗戀對象 籃球隊成員 會考電腦A 於第17集以為度假屋由尹兩燦老先生創辦 |
| 黃嘉樂 | 劉國華 | 掗拃 田徑高手（因右腳韌帶斷裂，無法參加香港代表隊）（亦因此被賈濟材邀請加上學校） 趙肇銅之好友 徐皓月之男友 其因欲入港隊因此不願意捐贈骨髓給予歐陽山，一度與鲍旭明等人反目，最後和好 前期不受班上眾人歡迎，後期慢慢融入班上。                                 |
| 沈卓盈 | 冼立芬 | A姐 徐皓月、邱曉莊之好友 啦啦隊成員之一 |
| 高可慧 | 邱曉莊 | 扮嘢 徐皓月、冼立芬之好友 啦啦隊成員之一 |
| 楊適展 | 趙肇銅 | 爛銅 趙李彩雲之子 劉國華之好友 錦繡中華國學常識問答比賽參賽者之一 會考英文A |
| 寧 進  | 石小豹 | 因家境清寒放棄學業，後邊做兼職邊讀書 |
| 嘉 駿  | 麥鏡棋 | 墨鏡 錦繡中華國學常識問答比賽參賽者之一 因家境困難需要靠每天拾荒導致身體發生臭味，所以經常被同學排斥 後因參加國內比賽得到亞軍而被邀請就讀清華附中而轉學，及後升讀清華大學                                                                                     |
| 張雪芹 | 區家慧 | 大胃 啦啦隊成員之一 |
| 陳素瑩 | 李麗媚 | 神婆 熱愛塔羅牌占卜 啦啦隊成員之一 |
| 林佳蓉 | 彭婷婷 | Pair妹 單戀馮恩東 啦啦隊成員之一 因徐皓月經常把馮恩東當作觀音兵而陷害其，於第23集把其暗戀曾政良的事情公諸於世，還裝作是賈濟材口中提及，名為《校長的話—無知女生戇居居，阿Sir花心引人追》，最後被賈濟材等人引蛇出洞。更因此事被班上的人排斥，最後被他們重新接納 |
| 區文詩 | 江立英 | 跳舞英 擅長跳舞 |
| 馬思恒 | 易芷韻 | 透明 朗誦比賽成員 啦啦隊成員之一 徐皓月之好友 會考中史A 曾為了突顯自己的存在，曾破壞開放日的佈置 |
| 雷 恩  | 羅翠貞 | 貞子 與周宗齊發生師生戀 第3集去美國讀書 |
| 陳丹丹 | 陳亞萍 | |
| 宋紫盈 | 劉樂茜 | |
| 梁珈詠 | 霍明麗 | |
| 諾 思  | 范藹慈 | |
| 潘芷蕾 | 施詠瑤 | |
| 杜 港  | 曹樂君 | |
| 張國威 | 張復生 | |
| 羅天池 | 莊志達 | |
| 劉天龍 | 馬浩然 | |
| 黃俊紳 | 張天亮 | |
| 湯百山 | 謝天佑 | |
| 許明志 | 薛 雄  | |
| 張熙傑 | 姚 星  | |
| 伍文生 | 羅秋德 | 於第2集與何大勇打架，被賈濟材記大過，學生手冊發現「打架」二字 |
| 江 暉  | 何大勇 | 於第2集與羅秋德打架，被賈濟材記大過，學生手冊發現「圍毆」二字 |

#### 校工
| 演員   | 角色   | 關係 |
| 秦 沛  | 賈華標 | 標叔叔 校工 賈濟材之叔 文美鳳小三至中三舊同學 與曾政良及王若詩關係頗佳 於第30集以自修生身份報考會考考獲5科A (包括﹕英文、家政、普通話、膳宿服務、旅遊與旅遊業) |
| 盧宛茵 | 曾寶燕 | 曾政良之姑姐 方志強之前妻 前飯盒公司老闆 於第23集成為學校兼職校工 於第23集建議曾政良把血液當作茄汁和紅油漆                                                       |
| 李麗麗 | 娥 姐  | 校工 於第23集因腰傷而暫時休養 |
| 蔡國慶 | 武 叔  | 校工 第4集因私自拿取學校用品己用被發現，並以年事已高為由向賈濟材申請離職                                                                                       |

### 歐陽家
| 演員           | 角色     | 關係 |
| 馮素波         | 馬少枝   | 歐陽德廣之母 歐陽山之祖母 蕭靜蓉之前家婆 王若詩之家婆，因為歐陽德廣的死難掩喪子之痛而針對其（實際上曾政良捐骨髓臨陣退縮，最終令歐陽德廣失救而死），後和好 於第5集因不滿學校無故決定起訴歐陽山而在教員室內掌摑王若詩 |
| 李國麟         | 歐陽德廣 | 1963年1月7日—2000年8月16日 馬少枝之亡子 歐陽山之亡父 王若詩的預科班主任兼亡夫 蕭靜蓉之前夫 於2000年夏季患血癌，因曾政良捐骨髓臨陣退縮，最終於2000年8月16日失救而死                                                  |
| 陳秀珠         | 蕭靜蓉   | Theresa 歐陽德廣之前妻 歐陽山之母，抛棄其及被其憎恨，最後和好 馬少枝之前媳婦 Joseph之女友 |
| 郭可盈         | 王若詩   | 歐陽德廣之遺孀 歐陽山之繼母，與其不和，後和好 馬少枝之媳婦，因歐陽德廣之死被其針對，後和好 參見教職員 |
| 李日昇（童年） | 歐陽山   | 歐陽德廣、蕭靜蓉之子，被蕭靜蓉抛棄及憎恨其，最後和好 馬少枝之孫 王若詩之繼子，與其不和，後和好 錦繡中華國學常識問答比賽參賽者之一 籃球隊成員 曾患血癌，經賈濟材捐骨髓已康復 曾經針對徐皓月 會考數學A                |
| 周永恆         | 歐陽山   | 歐陽德廣、蕭靜蓉之子，被蕭靜蓉抛棄及憎恨其，最後和好 馬少枝之孫 王若詩之繼子，與其不和，後和好 錦繡中華國學常識問答比賽參賽者之一 籃球隊成員 曾患血癌，經賈濟材捐骨髓已康復 曾經針對徐皓月 會考數學A                |

### 尹氏集團
| 演員   | 角色   | 關係 |
| 胡 楓  | 尹國榮 | 尹生(尹氏集團全體職員專稱)、尹校董(全校師生專稱) 三水漁農業職工會尹兩燦慈善基金尹丁寶瑞紀念中學創辦人（為紀念父母）兼校董及校監 尹兩燦、丁寶瑞之子 尹氏集團行政總裁 賈濟材之上司 朱炳洪之表哥 尹國盛之上司兼契爺 與岑萬寶為死對頭 於三水漁農業職工會，尹兩燦慈善基金，尹丁寶瑞紀念中學的土地用途可以改變的計劃被政府批准後，打算拆卸學校 於第28集在全校師生及家長於尹氏集團門前示威之下，答應如果學校有人於會考取得5個A，就可以不拆卸學校 於第30集因為賈華標於會考取得5個A，學校可以得以保存 本劇後期亦忠亦奸角色 |
| 梁健平 | 尹國盛 | Winson 在賈濟材調往三水漁農業職工會尹兩燦慈善基金尹丁寶瑞紀念中學期間極力討好尹國榮而被擢升為財務總監助理 賈濟材之下屬兼好友，後反目 尹國榮之下屬兼契仔及蛤巴狗 |
| 馬小靈 | Candy  | 尹國榮秘書 |
| 葉凱茵 | Jenny  | |
| 陳楚翹 | Kitty  | |
| 黃樂兒 | Flora  | |
| 黃子衡 | Dick   | |
| 湯俊明 | Leon   | |
| 吳幸美 | 職 員  | |
| 譚靜雯 | 職 員  | |
| 李霖恩 | 職 員  | |
| 蔡淇俊 | 職 員  | |
| 林艾瑩 | 職 員  | |
| 李啟傑 | 護衛員 | |

### 其他演員
| 演員   | 角色       | 關係                                                                         |
| 洋     | 方強       | 曾政良之姑丈 曾寶燕之夫，後反目，一度得其原諒，最後反目兼離婚 紅莉之外遇對象 |
| 呂 珊  | 趙李彩雲   | 律師（專打離婚案） 趙肇桐之母 學校家教會主席                                 |
| 鄭家生 | 何先生     | 何大勇之父                                                                   |
| 李岡龍 | 羅先生     | 羅秋德之父                                                                   |
| 關 菁  | 劉先生     | 街頭小販 劉國華之父                                                          |
| 江 漢  | 岑萬寶     | 老岑 聖喇拔中學校董 與尹國榮為死對頭                                         |
| 裘卓能 | 唐劍威     | 聖喇拔中學學生                                                               |
| 霍健邦 | 國         | 聖喇拔中學學生                                                               |
| 蕭徽勇 | 松         | 聖喇拔中學學生                                                               |
| 鄭世豪 | 富         | 聖喇拔中學學生                                                               |
| 李海生 | 佳 叔      | 大樓管理員                                                                   |
| 陳狄克 | 羅 波      | 跑馬地重案組警長 Sally之父                                                   |
| 沈可欣 | Sally      | 羅波之女 秦劍豪前女友                                                        |
| 尤 程  | 紅 莉      | 大陸北姑(妓女) 方強前二奶                                                    |
| 游 飇  | 小 販      | 紅莉男友                                                                     |
| 簡慕華 | Anna       | 林穎恩朋友                                                                   |
| 曾慧雲 | Dolly      | 曾政良朋友                                                                   |
| 彭冠中 | Ken        | 曾政良朋友                                                                   |
| 何偉業 | Jim        | 曾政良朋友                                                                   |
| 郭卓樺 | Mac        | 曾政良朋友                                                                   |
| 張漢斌 | 雄 的士雄  | 的士司機 曾政良朋友                                                          |
| 曾健明 | 餐廳經理   |                                                                              |
| 伍濼文 | Rose       |                                                                              |
| 虞天偉 | 老 闆      |                                                                              |
| 蘇頌康 | 伙 記      |                                                                              |
| 陳勉良 | 相 士      |                                                                              |
| 潘冠霖 | -          | 雪(蛋)糕店店員                                                               |
| 王維德 | Paul       | 電視台舞蹈老師（第14集）                                                     |
| 張智軒 | -          | 電視台舞蹈助理（第14集）                                                     |
| 張潔蓮 | -          | 錦繡中華國學常識問答比賽主持人（第6集）                                      |
| 廖麗麗 | 儀         | 前飯盒公司職員 曾寶燕前同事                                                  |
| 黃梓瑋 | 程姑娘     | 歐陽山監護人                                                                 |
| 葉 暐  | 榮         | 財務公司職員(沈浩浩為朋友擔任保證人)                                         |
| 胡麒豐 | 滔         | 財務公司職員(沈浩浩為朋友擔任保證人)                                         |
| 鍾志光 | 黎導演     | 替學校拍攝宣傳短片招生                                                       |
| 徐 榮  | 攝影師     | 替學校拍攝宣傳短片招生                                                       |
| 鍾建文 | 燈光師     | 替學校拍攝宣傳短片招生                                                       |
| 楊鴻俊 | 助 導      |                                                                              |
| 劉深宜 | 助 導      |                                                                              |
| 河國榮 | Joseph     | 蕭靜蓉男友                                                                   |
| 蔡康年 | 梅沃民     | 長裕泰集團行政總裁                                                           |
| 蒲茗藍 | Simon      | 李小超助手                                                                   |
| 張貝茜 | Michelle   | 李小超祕書                                                                   |
| 胡啟光 | 保 鑣      |                                                                              |
| 何志祥 | 保 鑣      |                                                                              |
| 陸駿光 | 石 仔      |                                                                              |
| 鄺佐輝 | 何醫生     | 歐陽山主治醫生                                                               |
| 伍慧珊 | 護士長     |                                                                              |
| 李彩寧 | 護 士      |                                                                              |
| 黃蘊妍 | 護 士      |                                                                              |
| 黎銘諾 | 影片收復師 |                                                                              |
| 黎秀英 | 阿 嬸      |                                                                              |
| 余慕蓮 | 阿 嬸      |                                                                              |
| 言俊熙 | 舊 生      |                                                                              |
| 盧永匡 | 舊 生      |                                                                              |
| 蘇頌康 | 舊 生      |                                                                              |
| 蔡淇俊 | 舊 生      |                                                                              |
| 李 嘉  | 舊 生      |                                                                              |
| 趙敏通 | 舊 生      |                                                                              |
| 麥子樂 | 舊 生      |                                                                              |
| 黃樂兒 | 舊 生      |                                                                              |
| 黃蘊妍 | 舊 生      |                                                                              |
| 卓 躒  | 舊 生      |                                                                              |
| 黃鳳瓊 | 家 長      |                                                                              |
| 劉桂芳 | 家 長      |                                                                              |
| 鄧汝超 | 家 長      |                                                                              |
| 凌禮文 | 家 長      |                                                                              |
| 蘇恩磁 | 家 長      |                                                                              |
| 李珮瑜 | 譚德賢     | 新娘（第29集）                                                               |
| 傅劍虹 | 黎錫雄     | 新郎（第29集）                                                               |
| 嚴文軒 | 司 機      | （第29集）                                                                   |
| 陳姿穎 | 伴 娘      | （第29集）                                                                   |
| 葉振聲 | 導 演      |                                                                              |
| 夏竹欣 | 記 者      |                                                                              |

## 每集主題
| 集數   | 首播日期 | 重點                         |
| 第1集  | 9月13日  | 一.濟材被調任校長 劇集剪綵   |
| 第2集  | 9月14日  | 二.標叔投靠濟材              |
| 第3集  | 9月15日  | 三.山成若詩學生              |
| 第4集  | 9月16日  | 四.政良遇上夢中情人          |
| 第5集  | 9月17日  | 五.政良向穎恩展開追求        |
| 第6集  | 9月20日  | 六.濟材催谷學生參賽          |
| 第7集  | 9月21日  | 七.若詩收留山                |
| 第8集  | 9月22日  | 八.濟材被家長控告            |
| 第9集  | 9月23日  | 九.濟材催谷國華參賽          |
| 第10集 | 9月24日  | 十.濟材誤會若詩暗戀他        |
| 第11集 | 9月27日  | 十一.政良放棄與穎恩赴英      |
| 第12集 | 9月28日  | 十二.校董突擊巡視            |
| 第13集 | 9月29日  | 十三.山離家出走              |
| 第14集 | 9月30日  | 十四.浩浩無故被追債          |
| 第15集 | 10月1日  | 十五.若詩食物中毒入院        |
| 第16集 | 10月4日  | 十六.若詩、政良和濟材成三角  |
| 第17集 | 10月5日  | 十七.若詩迴避濟材            |
| 第18集 | 10月6日  | 十八.山和生母靜蓉反目        |
| 第19集 | 10月7日  | 十九.山婉拒與靜蓉到澳洲      |
| 第20集 | 10月8日  | 二十.濟材欲重返商界          |
| 第21集 | 10月11日 | 廿一.濟材請辭校長一職        |
| 第22集 | 10月12日 | 廿二.濟材放棄高職續任校長    |
| 第23集 | 10月13日 | 廿三.政良怕血揭發陳年往事    |
| 第24集 | 10月14日 | 廿四.政良向若詩坦白過去      |
| 第25集 | 10月15日 | 廿五.山被證實患癌            |
| 第26集 | 10月18日 | 廿六.濟材捐骨髓給山          |
| 第27集 | 10月19日 | 廿七.尹生決定殺校            |
| 第28集 | 10月20日 | 廿八.濟材發動救校行動        |
| 第29集 | 10月21日 | 廿九.濟材向若詩求婚          |
| 第30集 | 10月22日 | 三十.若詩決定離港進修 大結局 |

## 收視

### 香港收视
以下為本劇於香港無綫電視翡翠台之收視紀錄：
| 週次 | 集數  | 日期                    | 平均收視 | 最高收視 |
| 1    | 01-05 | 2004年9月13日-9月17日   | 30點     | 33點     |
| 2    | 06-10 | 2004年9月20日-9月24日   | 30點     | 35點     |
| 3    | 11-15 | 2004年9月27日-10月1日   | 27點     | 31點     |
| 4    | 16-20 | 2004年10月4日-10月8日   | 30點     | 35點     |
| 5    | 21-25 | 2004年10月11日-10月15日 | 31點     | 36點     |
| 6    | 26-30 | 2004年10月18日-10月22日 | 31點     | 36點     |

### 广州收视
| 月份       | 集数  | 省网收视 | 市网收视 | 合计 |
| ---------- | ----- | -------- | -------- | ---- |
| 2004年9月  | 1-14  |          | 11.7     |      |
| 2004年10月 | 15-30 | 12.1     | 12.2     | 24.3 |

数据来源：CSM媒介研究

## 軼事
- 而劇中的中學於順德聯誼總會胡兆熾中學取景。
- 此劇為陶大宇重返無綫電視後首部參演的劇集，而朱健鈞亦是告別作、無綫電視的最後一部劇集。
- 此劇在翡翠台曾於2006年7月24日至2006年9月1日，逢星期一至五11:45-12:45重播，並且第二次在2010年7月22日，逢星期一至五17:55-18:25重播。2019年10月1日起此劇被安排於TVB經典台重播。2021年12月20日起此劇被安排於TVB星河頻道重播。

## 外部連結
- 無綫電視官方網頁 - 青出於藍
- 無綫電視官方網頁(TVBI) - 青出於藍 （页面存档备份，存于）

## 電視節目的變遷
| 香港 無綫電視翡翠台 星期一至五 20:00-21:00 第一線劇集 | 香港 無綫電視翡翠台 星期一至五 20:00-21:00 第一線劇集 | 香港 無綫電視翡翠台 星期一至五 20:00-21:00 第一線劇集 |
| ----------------------------------------------------- | ----------------------------------------------------- | ----------------------------------------------------- |
|                                                       | 青出於藍 （2004.09.13 - 2004.10.22）                  |                                                       |
| 大唐雙龍傳 （2004.7.19-2004.9.12）                    | 楚漢驕雄 （2004.10.25-2004.12.4）                     |                                                       |

| 香港 無綫電視翡翠台 星期一至五 11:45-12:45 中午劇集時段 | 香港 無綫電視翡翠台 星期一至五 11:45-12:45 中午劇集時段 | 香港 無綫電視翡翠台 星期一至五 11:45-12:45 中午劇集時段 |
| ------------------------------------------------------- | ------------------------------------------------------- | ------------------------------------------------------- |
|                                                         | 青出於藍 （2006.7.24-2006.9.1）                         |                                                         |
| 足秤老婆八両夫 2006.6.23-2006.7.21                      | 天龍八部 （2006.9.2-2006.11.8）                         |                                                         |

| 香港 無綫電視翡翠台 星期一至五 17:55-18:25 黃昏劇集時段 | 香港 無綫電視翡翠台 星期一至五 17:55-18:25 黃昏劇集時段 | 香港 無綫電視翡翠台 星期一至五 17:55-18:25 黃昏劇集時段 |
| ------------------------------------------------------- | ------------------------------------------------------- | ------------------------------------------------------- |
|                                                         | 青出於藍 （2010.7.22-2010.10.13）                       |                                                         |
| 飛短留長父子兵 2010年5月27日-2010年7月21日              | 無頭東宮 （2010.10.14-2011.1.6）                        |                                                         |